# Нестеровы
Не́стеровы — древний русский дворянский род.
Согласно позднему недостоверному преданию, род Нестеровых происходит от выехавшего из Швеции к великому князю Дмитрию Донскому (1375) «мужа честна» Облагини. Сыном Облагини, согласно тем же недостоверным источникам, был некий Шалый (Шалай, «свейский немец» Шель), в крещении Юрий. «мужа честного» Шеля записали своими предками в родословных росписях при подаче документов в Бархатную книгу (для подтверждения старинных прав дворянства) в 1686 году (то есть, спустя триста лет после предполагаемого времени его жизни) дворяне Шепелевы, Нестеровы и Новосильцевы, заявив себя потомками его сыновей: Петра (старшего), Нестера (Нестора; среднего) и Якова соответственно.
Род внесён в VI часть родословной книги Ярославской губернии. Андроников монастырь в Москве — место захоронения некоторых представителей рода Нестеровых (некрополь монастыря уничтожен в советские годы).
Кроме дворянского рода Нестеровых, существовало и существует множество семей недворянского происхождения с той же фамилией. Так, художник Михаил Васильевич Нестеров (1862—1942) происходил из купеческой семьи, Герой Советского Союза полковник Степан Кузьмич Нестеров (1906—1944), в честь которого был переименован город Шталлупёнен в Калининградской области — из крестьянской. Высокопоставленный чиновник петровского времени, борец с коррупцией (по должности) обер-фискал Алексей Яковлевич Нестеров (1651—1724), по некоторым данным, происходил из крепостных крестьян.
Кроме того, помимо Нестеровых — столбовых дворян, могли существовать и дворянские роды Нестеровых более позднего происхождения. Сколько семей Нестеровых были возведены в дворянское достоинство в период существования Российской империи, в соответствии с её законами, по выслуге соответствующего чина или же в связи с получением ордена — требует уточнения.

## Описание герба
Щит разделён перпендикулярно на две части, имеет золотое и голубое поля, в коих изображены два до половины вылетающих орла, держащие в лапе по одному длинному кресту, в золотом поле чёрный, а в голубом поле золотой. Щит увенчан обыкновенным дворянским шлемом с дворянскою на нём короною и тремя страусовыми перьями. Намёт на щите голубой, подложен золотом.
Герб рода Нестеровых внесён в Часть 5 Общего гербовника дворянских родов Всероссийской империи, стр. 119.

## Дворяне Нестеровы

### До XVII века
- Опричниками Ивана Грозного числились Данила и Мамай Нестеровы (1573)[4].
- Нестеров Михаил Кузьмич — судья Великого Князя в Дмитрове (1484—1488).
- Нестеров Мина Семёнович — государев писец по Вотской Пятине (1509) назначен из «дворян добрых и знатных людей», ведал царскими владениями в Вотской Пятине, имел личную печать.

### XVII век (по алфавиту)
- Нестеров Александр Алексеевич — стольник (1680—1692), комнатный стольник (1693).
- Нестерова Авдотья Семеновна — боярыня при царевиче Алексее Петровиче (1695). Пётр I не доверял своей жене, царице Евдокии Лопухиной и боялся её влияния на малолетнего царевича Алексея, поэтому назначил его мамкой Прасковью Алексеевну Нарышкину, а боярыней при ней Авдотью Семеновну Нестерову.
- Нестеров Афанасий Алексеевич — стрелецкий сотник, участвовал в литовских походах. Назначен учителем Петра I. Сопровождал царицу Наталью Кирилловну, мать Петра Первого, во время поездок, дворянин московский (1692).
- Нестеров, Афанасий Иванович  (даты жизни неизвестны) — приближённый царя Алексея Михайловича. Стряпчий (1634),  думный дворянин (ранее 1670). Ездил с дипломатическими поручениями к шведам (1655). Посол в Польше (1662), посол в Турции (1667), воевода в Архангельске (1670—1673).
- Нестеров Баланда Фёдорович — малоярославецкий городовой дворянин (1627—1629).
- Нестеров Василий Константинович — московский дворянин (1627—1640).
- Нестеров Василий Нестерович — дьяк Приказа большого дворца (1710)[5]
- Нестеров Дмитрий Михайлович — стольник царицы Натальи Кирилловны (1692).
- Нестеров Иван — дьяк (упоминается в этом качестве в 1629—1640 годах, ум. 1642).
- Нестеров Иван Минич  — осадный голова, губной староста в Дмитрове, там же ведал судом (1616), дьяк Стрелецкого и Иноземного приказов.
- Нестеров Иван Павлович — серпейский городовой дворянин (1627—1629).
- Нестеров Иван Семёнович — стряпчий (1682), стольник (1686).
- Нестеров Лука — дьяк (1676).
- Нестеровы: Михаил и Владимир Петровичи — козельские городовые дворяне (1627—1629).
- Нестеровы: Михаил Афанасьевич, Семён и Игнатий Константиновичи, Иван Иванович — стряпчие (1666—1692).
- Нестеров Никита Семёнович — стряпчий (1678), стольник (1686—1692).
- Нестеров Семён Михайлович — стряпчий (1663), возглавлял Хлебный приказ (1670), стольник (1676), думный дворянин, воевода в Галиче, Самаре, Симбирске (1678), Царицыне (1680), дворянин посольства в Англии.
- Нестеров Прокофий Семёнович — стольник (1688—1692).
- Нестеров Федор Васильевич — стольник патриарха Филарета (1629), стряпчий (1636), дворянин московский (1636-1640), царский пристав, сопровождал разных иностранных послов и посланников.
- Нестеров Яков Прокофьевич — стряпчий (1682), стольник (1686—1692).

### XVIII — XX век (в хронологическом порядке)
- Нестеров Степан Васильевич — доверенное лицо Светлейшего князя Меншикова (1718).
- Нестеров Пётр Степанович — Суздальский уездный предводитель дворянства (1767), прокурор в Нижнем Новгороде (1773—1779).
- Нестеров, Пётр Максимович — Георгиевский кавалер (26 ноября 1795), на тот момент — секунд-майор.
- Нестеров, Пётр Александрович — Георгиевский кавалер (26 ноября 1807), на тот момент — полковник.
- Нестеров, Николай Николаевич — подпоручик Фанагорийского полка, геройски погиб в бою под Шевардино, имя выбито на одной из мраморных плит в храме Христа Спасителя (стена 12).
- Нестерова, Анна Николаевна, в браке Родионова (1751—1827) — благотворительница; основательница Казанского Родионовского института благородных девиц.
- Нестеров Пётр Петрович (1802—1854) — генерал-лейтенант, герой подавления Польского восстания 1830 года и Кавказской Войны, георгиевский кавалер.
- Нестеров, Пётр Николаевич (1887—1914) — военный лётчик, основоположник высшего пилотожа, георгиевский кавалер.
- Нестеров, Николай Николаевич (1882—1950) — офицер русской и советской армии, генерал-майор РККА, военный преподаватель, старший брат Петра Николаевича Нестерова.
- Нестеров, Пётр Николаевич — штабс-капитан, георгиевский кавалер (1915, посмертно).
- Нестеров, Евпл Александрович (4 ноября 1887 — после 1917) — военный лётчик, георгиевский кавалер.

Список неполный.

## В честь дворян Нестеровых названы
- Петля Нестерова — названа в честь лётчика Петра Николаевича Нестерова.
- (3071) Нестеров — астероид. Назван в честь лётчика Петра Николаевича Нестерова.
- Нестеровская — бывшая терская казачья станица в Сунженском районе республики Ингушетия (ныне 98% населения составляют чеченцы и ингуши). Названа в честь генерал-лейтенанта Петра Петровича Нестерова.

Представителями рода Нестеровых было оплачено строительство ряда церквей в их загородных усадьбах. Часть этих храмов существуют и в наши дни.

## Родственные связи
Нестеровы состояли в родственных связях с другими известными родами России:
- Долгоруковы — Кн. Иван Сергеевич женат на Елене Николаевне Нестеровой
- Гагарины — Княжна Авдотья Ивановна замужем за Нестеровым
- Урусовы — Кн. Сергей Семенович женат на Татьяне Афанасьевне Нестеровой
- Ишеевы — Кн. Александр Петрович женат на Александре Владимировне Нестеровой
- Мышецкие — Кж. Анна Ларионовна замужем за Григорием Ивановичем Нестеровым
- Толстые — Алексей Иванович женат на Екатерине Петровне Нестеровой
- Муравьёвы — Елисавета Ивановна замужем за Аполлоном Ивановичем Нестеровым.
- Головины — Алексей Иванович женат на Анне Ивановне Нестеровой.
- Ладыженские — Семен Афанасьевич женат на Аграфене Афанасьевне Нестеровой
- Засекины — Кн. Михаил Андреевич женат на Анне Ивановне Нестеровой
- Пятовы — Алена… замужем за Василием Константиновичем Нестеровым
- Бобрищевы-Пушкины — Петр Николаевич женат на Авдотье Ивановне Нестеровой
- Кречетниковы — Яков Васильевич женат на Ульяне Федоровне Нестеровой.
- Безобразовы — Надежда Алексеевна замужем за Василием Петровичем Нестеровым; Евлампий Сергеевич женат на Надежде Васильевне Нестеровой
- Щербачевы — Евфросинья Ивановна замужем за Семеном Михайловичем Нестеровым; Андрей Игнатьевич на Авдотье Миничне Нестеровой
- Спиридовы — Григорий Андреевич женат на Анне Матвеевне Нестеровой
- Гончаровы — Александра Афанасьевна замужем за Александром Матвеевичем Нестеровым
- Траханиотовы — Евдокия Ивановна замужем за Афанасием Ивановичем Нестеровым
- Бибиковы — Богдан Александрович женат на Екатерине Степановне Нестеровой
- Ртищевы — Николай Васильевич женат на Анне-Ксеньи Васильевне Нестеровой; Николай Алексеевич женат на Прасковьи Матвеевне Нестеровой
- Мухановы — Ипат Калиныч был женат на Ирине Васильевне Нестеровой
- Бутурлины — Наталья Владимировна замужем за Афанасием Александровичем Нестеровым
- Вельяминовы — Федосья Власьевна замужем за Василием Прокофьевичем Нестеровым
- Тютчев — Стефанида Фотьевна замужем за Алексеем Яковлевичем Нестеровым
- Уваровы — Анна Савина замужем за Михаилом Яковлевичем Нестеровым
- Кожины — Мария Ивановна замужем за Василием Петровичем Нестеровым
- Ушаковы — Артём Григорьевич женат на Дарье Миничне Нестеровй
- Приклонские — Богдан Михайлович женат на Феодосьи Матвеевне Нестеровой
- Селивановы — Прасковья Осиповна замужем за Николаем Михайловичем Нестеровым; Павел Михайлович женат на Надежде Николаевне
- Чулковы — Акулина Ивановна замужем за Сергеем Михайловичем Нестеровым
- Свечины — Михаил Петрович женат на Марии Васильевне Нестеровой
- Полянские — Данила Леонтьевич женат на Ирине Васильевне Нестеровой
- Былинские — Параскева Яковлевна замужем за Стефаном Афанасьевичем Нестеровым
- Богдановы — Матвей Александрович женат на Александре Афанасьевне Нестеровой
- Яковлевы — Аристарх Андреевич женат на Анастасии Ивановне Нестеровой
- Карамышевы — Петр Федорович женат на Евдокии Петровне Нестеровой Кашинцевыми. Евлампий Сергеевич женат на Надежде Васильевне Нестеровой.